# Martti Turunen

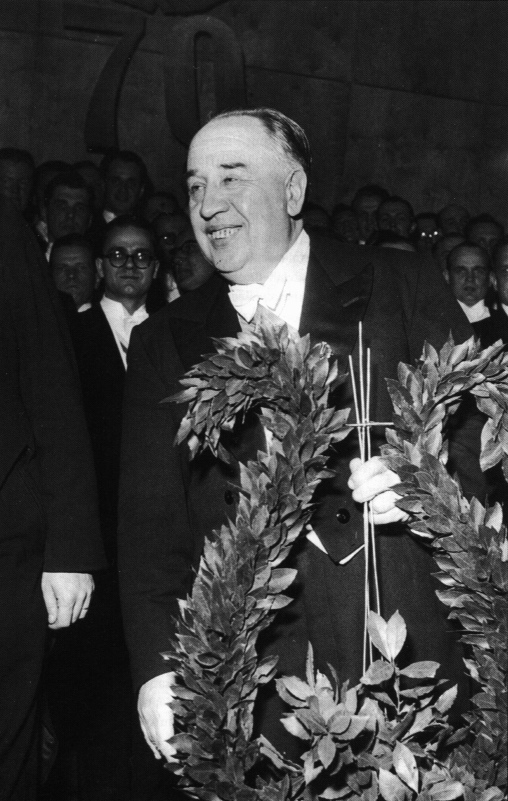
Martti Turunen.

Martti Johannes Turunen, född 11 augusti 1902 i Viborg, död 29 april 1979 i Helsingfors, var en finländsk körledare och kompositör. 
Turunen studerade musik i Viborg och Helsingfors samt blev filosofie magister 1932. Han verkade som dirigent för Ylioppilaskunnan laulajat 1931–1959, Laulu-Miehet 1931–1969 och Suomen Laulu 1946–1967. Han var direktör för upphovsrättsbyrån Teosto 1931–1969 och ordförande i sång- och musikförbundet Sulasol 1956–1971; huvudredaktör för Suomen Musiikkilehti 1931–1932 och för Musiikkitieto 1933–1946. Han komponerade bland annat kantater, orkesterverk, kör- och solosånger samt piano- och violinstycken. Han tilldelades professors titel 1958.